# Guerra de la Independència dels Estats Units
La Guerra de la Independència dels Estats Units d'Amèrica (també anomenada Guerra de la Revolució Americana) va començar com una revolució de tretze colònies britàniques a Amèrica del Nord que va conduir a una guerra oberta contra el Regne de Gran Bretanya, i va acabar en una guerra mundial entre diverses grans potències europees.

## Antecedents
Els Estats Units d'Amèrica es van formar a partir de l'associació de tretze colònies de la Nord-amèrica Britànica, localitzades a la costa est del continent. Durant els segles XVII i XVIII les colònies van desenvolupar tradicions populars d'autogovern. Després de la guerra de Set Anys, o Guerra Franco-Índia, el 1763, el Regne Unit es va consolidar com a potència militar mundial, però enfonsat en deutes i sense poder finançar l'exèrcit necessari per mantenir un imperi mundial. El parlament britànic va provar d'elevar els impostos sobre els colons nord-americans. Els colons sentien que els seus drets d'autogovern i els seus drets com a "ciutadans britànics", que els havien estat conferits durant la guerra, eren ignorats.
Podem observar com els plantejaments de l'imperi Britànic quedaven ben lluny dels interessos dels anglesos americans quan al mateix 1763 la corona va fixar la frontera de les colonies britàniques als Apalatxes, però veient com aquesta llei es trencava per les ambicions dels colons va estendre els límits fins a la regió del Nord del riu Ohio. La tolerància i col·laboració amb l'església catòlica al Quebec per part de la corona era impossible de tolerar per part dels anglesos americans.
El 1764 la Llei del Sucre apuja els impostos de les melasses provinents d'altres possessions d'altres països a les colònies per tal de persuadir al consumidor a comprar productes de les colònies, el problema principal era el gran poder que va ser traspassat als recaptadors per tal de fer complir la llei, com embargaments, va ser molt impopular entre els anglesos americans, els quals a través de mobilitzacions van aconseguir que en 1766 els impostos fossin reduïts, això va representar un mal precedent per l'imperi, les lluites es podien guanyar.
Un dels fets de major importància dins de les revoltes va ser el Tea Party el 1773. Obté aquest nom perquè el 1767 la corona anglesa va legislar els impostos al te, paper i altres matèries que arribaven a les colònies amb les Lleis de Townshend. Com els militants ja s'estaven organitzant militarment, van entrar al port de Boston i van destruir un carregament de te de l'Índia, això era una flagrant violació de la legalitat i autoritat anglesa, fet que va provocar les Lleis coercitives que van instaurar una política repressiva tancant el port de Boston i reafirmant amb duresa l'autoritat anglesa.
L'oposició als impostos va augmentar considerablement durant els anys 1766-1775 i els dissidents van organitzar una xarxa de propaganda i resistència basada principalment en els clubs clandestins dels "Fills per la Llibertat" 
Boston era el centre de l'activitat revolucionària i el 1774 es va dissoldre per llei el govern local i la resistència popular a aquestes mesures va obligar els funcionaris reials nomenats a Massachusetts a dimitir o a buscar refugi a Boston. El tinent general Thomas Gage, comandant en cap britànic d'Amèrica del Nord, va rebre el gener de 1775 ordres des de Londres de prendre mesures decisives per apaivagar la revolta. Després d'una sèrie de disputes amb el parlament sobre els impostos proposats, es van formar els primers comitès informals de correspondència entre les colònies, així com una proposta coordinada de protesta i resistència, cridant a tots a una convenció general a Filadèlfia, que seria anomenada el Primer Congrés Continental. A aquest congrés van assistir dotze de les colònies originals, però no pas la Florida espanyola) ni la petita Província de Geòrgia, ni les colònies lleials de Terranova i Labrador, Nova Escòcia o la recentment annexada Quebec. El primer Congrés Continental va concloure que un segon congrés havia de ser organitzat si no s'assolia un acord de reconciliació amb Anglaterra. El Segon Congrés Continental es va reunir per primera vegada el maig de 1775, després dels conflictes armats entre les forces militars de la província de la Badia de Massachusetts i l'Exèrcit Regular Britànic l'abril del mateix any. El Segon Congrés Internacional, amb les tretze colònies representades, immediatament es va organitzar com a govern federal, i va instruir les colònies a escriure constitucions per establir-se com a estats. El juny de 1775, George Washington, un ciutadà prominent de Virgínia i amb experiència en la Guerra dels Sets Anys, va ser designat com a comandant del nou Exèrcit Continental. No obstant això, a cada estat, hi havia una minoria que professava la seva lleialtat al Rei d'Anglaterra.
Gener de 1776, la causa independentista havia estat defensada per Thomas Paine en el seu pamflet "Common sense", un dels textos amb més influencia a l'època amb 150.000 exemplars venuts.
Es va discutir durant tot el juny amb John Adams com a principal defensor de la independència, també hi havia altres discussions entre el Nord i el Sud que es van tractar en aquest congés, com l'esclavitud.
Finalment, el 4 de juliol, 1776, el Segon Congrés Continental, reunit a la ciutat de Filadèlfia va signar la Declaració d'Independència dels Estats Units d'Amèrica, l'autor principal de la qual seria Thomas Jefferson. Les forces nord-americanes van rebre el suport de França, la qual cosa convertia la guerra d'independència en una guerra mundial. Poc després, Espanya i els Països Baixos els donarien suport també. Milers de lleialistes van fugir a les colònies britàniques del nord, que encara eren controlades per Anglaterra.

## La guerra
L'agost de 1776, el general britànic William Howe va llançar la campanya massiva de guerra per mar i terra destinada a capturar Nova York i oferir una ocupació negociada. L'Exèrcit Continental liderat per Washington va enfrontar-se a l'enemic, per primera vegada, com un exèrcit de la recentment declarats Estats Units independent a la batalla de Long Island, la batalla més gran de tota la guerra. La retirada del seu exèrcit la nit següent a través de l'East River sense pèrdues humanes ni materials ha estat vist per alguns historiadors com una de les grans gestes militars de Washington. Aquesta i altres victòries britànics fan que Washington marxi de Nova York a través de Nova Jersey, que va deixar el futur de l'Exèrcit Continental en dubte. La nit del 25 de desembre de 1776, Washington va organitzar un contraatac, liderant les forces nord-americanes i creuant el riu Delaware per capturar prop de 1.000 hessens a Trenton, Nova Jersey. Washington va ampliar la seva victòria a Trenton amb un altre a Princeton a principis de gener. Aquestes victòries per si soles no eren suficients per garantir la victòria final, però evitava reallistaments o desercions durant el cru hivern. Washington va reorganitzar l'exèrcit amb l'augment de premis per quedar-se i càstig per la deserció, el que va elevar el nombre de soldats de manera eficaç per a les batalles posteriors.
Les forces britàniques van derrotar a les tropes de Washington a la batalla de Brandywine l'11 de setembre de 1777. Howe va superar a Washington i va entrar a Filadèlfia sense oposició el 26 de setembre. L'exèrcit de Washington va atacar sense èxit de la guarnició britànica a Germantown a principis d'octubre. Mentrestant, Burgoyne, fora de l'abast de l'ajuda de Howe, va ser atrapat i obligat a lliurar tot el seu exèrcit a Saratoga (Nova York). França va respondre a la derrota de Burgoyne entrant a la guerra, amb aliança oberta amb els Estats Units i convertint una guerra revolucionària en una guerra de caràcter internacional. La pèrdua de Filadèlfia per part de Washington va portar a alguns membres del Congrés a discutir la substitució de Washington del comandament. Aquest intent no va prosperar després que els partidaris de Washington es van reunir per donar-li suport.
L'exèrcit de Washington va acampar a Valley Forge el desembre de 1777, romanent allí durant els següents sis mesos. Durant l'hivern, 2.500 homes de la força de 10.000 van morir a causa de la malaltia i la climatologia. La primavera següent, però, l'exèrcit va sortir de Valley Forge en bon estat, en part gràcies a un complet programa d'entrenament supervisat pel Baró von Steuben, un veterà prussià. Els britànics varen evacuar Filadèlfia cap a Nova York el 1778, però Washington va atacar a Monmouth i els va portar al camp de batalla. Posteriorment, els britànics van continuar en direcció a Nova York. Washington va traslladar el seu exèrcit fora de Nova York.
L'estiu de 1779 sota la direcció de Washington, el general John Sullivan va dur a terme una campanya de terra cremada que va destruir almenys quaranta llogarets iroquesos a l'actual centre i nord de Nova York en represàlia pels atacs iroquesos i Tory contra els assentaments americans abans de la guerra. Washington va donar el cop final als anglesos el 1781, després que una victòria naval francesa a la Badia de Chesapeake va permetre a les forces nord-americanes i franceses a atrapar a l'exèrcit britànic a Virgínia. El lliurament en Yorktown el 17 d'octubre de 1781, va marcar el final de la majoria dels combats. Tot i que conegut pels seus èxits a la guerra i de la seva vida, Washington va patir moltes derrotes abans d'aconseguir la victòria.

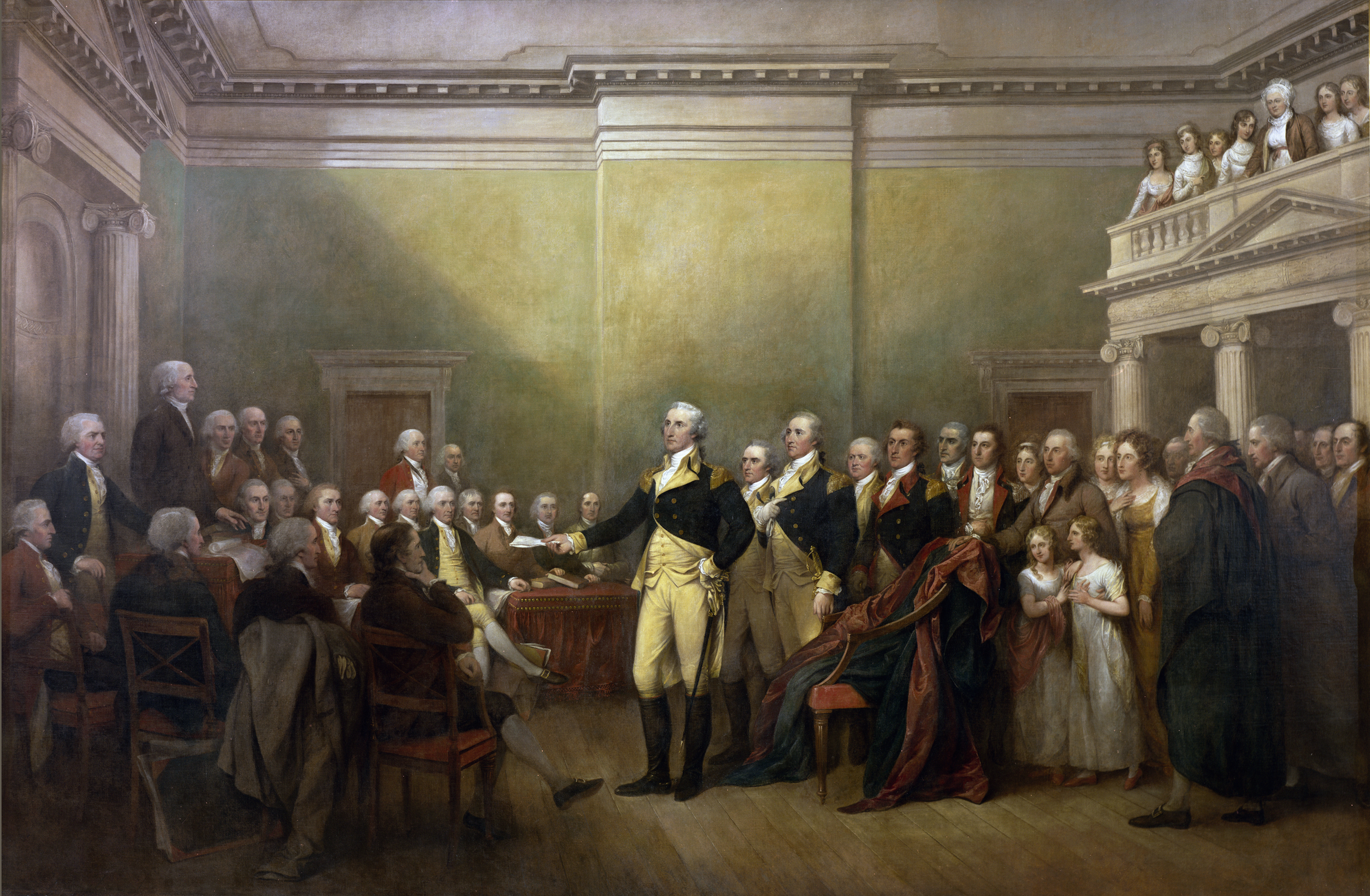
Representació de la renuncia de Washington al nomenament com comandant en cap per John Trumbull

El març de 1783, Washington va utilitzar la seva influència per dispersar a un grup d'oficials de l'Exèrcit, que havia amenaçat de fer front al Congrés pels seus sous endarrerits. Pel Tractat de París (signat el setembre), Gran Bretanya va reconèixer la independència dels Estats Units. Washington va dissoldre el seu exèrcit i, el 2 de novembre, va fer un eloqüent discurs de comiat als seus soldats.
El 25 de novembre, el britànics varen evacuar Nova York i Washington i el governador van prendre possessió. A Fraunces Tavern el 4 de desembre Washington va ordenar als seus oficials, formalment, el comiat i el 23 de desembre de 1783 va renunciar al seu càrrec com a comandant en cap, emulant al general romà Cincinnat I. Era un exemple de l'ideal republicà de líder ciutadà que rebutja el poder. En aquell moment, no existia el càrrec de President dels Estats Units en virtut dels Articles de la Confederació, precursors de la Constitució.
El retir de Washington a Mount Vernon va ser de curta durada. Va fer un viatge exploratori a la frontera occidental el 1784, va ser persuadit a assistir a la Convenció Constitucional a Filadèlfia l'estiu de 1787, i va ser escollit per unanimitat president de la Convenció. Va participar poc als debats (tot i que va votar a favor o en contra de diversos articles), però el seu alt prestigi va mantenir la cooperació i activitat dels delegats. Els delegats varen dissenyar la presidència tenint Washington al cap, i li varen permetre definir l'oficina un cop elegit. Després de la Convenció, el seu suport va convèncer a molts, incloent-hi els delegats de Virgínia, a votar per la ratificació. La nova Constitució va ser ratificada per tots els 13 estats.
Els patriotes (nord-americans) no van poder prendre el Quebec, i l'enfortiment de les forces britàniques a Halifax, Nova Escòcia va impedir que el Canadà s'unís als estats nord-americans.

## Intervenció espanyola
Espanya es va mantenir neutral per aproximadament tres anys, fins que Bernardo de Gálvez y Madrid, el Governador Espanyol de Louisiana, va donar protecció material i sanitària a un grup de rebels a l'Oest de Florida, assistit per Oliver Pollock, un agent de salubritat americà, a Nova Orleans.
Durant el gener de 1778, la guerra ja havia arribat al baix Mississipi quan James Willing, un jove de Filadèlfia, es va mudar a Natchez (Mississipi), liderant una partida que atacava plantacions del districte de Baton Rouge (Louisiana). Es van veure embolicats en incendis i saquejos, per més d'1,5 milions de dòlars en propietats, abans de ser reduïts per la milícia. Això va convèncer els britànics de reforçar les guarnicions locals des de la seva base principal situada a Pensacola (Florida). Durant el febrer França va declarar la guerra a Gran Bretanya.
Els primers anys, Espanya es va mantenir neutral, oferint-se com a mediador entre les parts, que fou rebutjada pel Regne Unit, i pel Tractat d'Aranjuez, Espanya va entrar en guerra el 8 de maig de 1779 per recuperar els territoris europeus de Gibraltar i, Menorca, i els americans de les Florides i l'Hondures Britànica, amb una declaració formal de guerra de Carles III d'Espanya. Aquesta declaració va ser seguida per una altra el 8 de juliol que va autoritzar els seus súbdits colonials per participar en les hostilitats contra els britànics. Quan Bernardo de Gálvez y Madrid, governador de la colònia espanyola de Louisiana va rebre la notícia d'aquest el 21 de juliol, immediatament va començar a planejar operacions ofensives 
El Governador Gálvez va marxar al nord de Nova Orleans el 27 d'agost de 1779, amb una milícia conformada per 1.400 francesos i castellans (i 7 voluntaris americans). Van prendre el Fort Bute a la batalla del mateix nom després d'una escaramussa menor el 7 de setembre i el Fort New Richmond es va rendir dues setmanes més tard després de 3 hores de bombardeig militar. Carlos Luis Boucher de Grand Pré es va convertir en el Comandant del Districte de Baton Rouge i Pedro José Favrot en Comandant del Lloc de Baton Rouge, el qual va ser rebatejat com a Fort San Carlos. Als residents se'ls va donar 6 dies amb el propòsit de declarar la seva aliança amb Espanya o que es resignessin a perdre les seves terres i llars. A conseqüència de la batalla de Fort Charlotte Gálvez va prendre Mobile el 1780 i després de la Batalla de Pensacola en 1781, va arribar la fi del domini Britànic a la Costa del Golf.
El setge de Gibraltar de 1779, conegut com el Gran Setge a Gibraltar, el tercer dut a terme per Espanya per recuperar la colònia britànica, va ser la campanya més important duta a terme a la zona durant el segle xviii i havia tingut com a antecedents dels setges de 1704 i 1727. Durant gairebé quatre anys de setge naval, bombardejos i la nova utilització de les anomenades bateries flotants la ciutat va ser capaç de resistir l'últim bloqueig espanyol.

## Tècniques de combat
Els combats es resolien en dues o tres línies d'infanteria armada amb mosquetons amb baioneta, avançant fins a uns 70 metres de l'enemic, disparaven una andanada amb ràpids intercanvis de trets i carregaven amb baioneta, mentre que les emboscades es podien fer amb tropa armada amb rifles, de més abast i precisió però de càrrega molt més lenta. Els canons, amb molt abast, disparaven bales de ferro, i si tenien l'objectiu més a prop, metralla, mentre que la cavalleria anava armada amb pistoles i sabres.

## El final de la guerra (1783)
En les negociacions de la fi de la guerra, els Estats Units van ser representants per un grup encapçalat per Benjamin Franklin, i que incloïa a John Adams i John Jay. Van negociar les fronteres dels Estats Units que s'estendrien a l'oest cap al riu Mississipi, i als Grans Llacs, al nord; en total una regió tan gran com l'Europa Occidental. La resolució final es va signar en el Tractat de París el 1783. El cansament dels participants i l'evidència que la distribució de forces, amb el predomini anglès en el mar, feia impossible un desenllaç militar, que va conduir al cessament de les hostilitats.

## Tractat de París (3 setembre 1783)
El Tractat de París o Tractat de Versalles es va signar el 3 setembre 1783 entre Gran Bretanya i els Estats Units i va posar fi a la Guerra d'Independència dels Estats Units.
Es reconeixia la independència dels Estats Units d'Amèrica i va atorgar a la nova nació tot el territori al nord de Florida, al sud del Canadà i l'est del riu Mississipi. El paral·lel 32º es fixava com a frontera nord. Gran Bretanya va renunciar, així mateix, a la vall de l'Ohio i va donar als Estats Units plens poders sobre l'explotació pesquera de Terranova.
Espanya mantenia els territoris recuperats de Menorca i Florida oriental i occidental. D'altra banda recuperava les costes de Nicaragua, Hondures (Costa dels Mosquits) i Campeche. Es reconeixia la sobirania espanyola sobre la colònia de Providència i l'anglesa sobre Bahames. No obstant això, la Gran Bretanya conservava l'estratègica posició de Gibraltar (Londres es va mostrar inflexible, ja que el control de la Mediterrània era impracticable sense la fortalesa de la Roca).
França recuperava alguns enclavaments en les Antilles, a més de les places del riu Senegal a Àfrica.
Holanda rebia Sumatra, estant obligada a lliurar Negapatam (a l'Índia) a la Gran Bretanya ia reconèixer als anglesos el dret de navegar lliurement per l'Índic.
Gran Bretanya mantenia Canadà sota el seu Imperi, tot i que els nord-americans van tractar d'exportar a terres canadenques la seva revolució.
Finalment, es va acordar l'intercanvi de presoners.
En general els èxits aconseguits poden jutjar-se com favorables per a Espanya i en menor mesura per França malgrat l'elevat cost bèl·lic i les pèrdues ocasionades per la gairebé paralització del comerç amb Amèrica un pesat llast que gravitaria sobre la posterior situació econòmica espanyola. D'altra banda, el triomf dels rebels nord-americans sobre Anglaterra no anava a deixar d'influir en un futur proper sobre les colònies espanyoles. Aquesta influència va venir per diferents camins: l'emulació del realitzat per comunitats en similars circumstàncies, la solidaritat dels antics colons amb els quals encara ho eren, l'ajuda d'altres potències interessades en la desaparició de l'imperi colonial hispà, etc. Però aquests aspectes es van manifestar d'una manera clara durant les Guerres napoleòniques.